# Wiata asiatica
Wiata asiatica är en insektsart som beskrevs av Irena Dworakowska 1977. Wiata asiatica ingår i släktet Wiata och familjen dvärgstritar.
Artens utbredningsområde är Vietnam. Inga underarter finns listade i Catalogue of Life.